# Онтогенез (журнал)
Журнал «Онтогенез» — российский рецензируемый научный журнал биологического профиля. Журнал «Онтогенез» (и его англоязычная версия Russian Journal of Developmental Biology Архивная копия от 1 мая 2019 на Wayback Machine) специализированное научное издание, публикующее материалы по биологии развития и смежным дисциплинам. Соучредители журнала: Российская академия наук и Институт биологии развития имени Н. К. Кольцова РАН.
Входит в Список научных журналов ВАК.
Статьи, публикуемые в журнале, индексируются в следующих базах данных: Web of Science, РИНЦ, Chemical Abstracts Service, Google Scholar, Biological Abstracts, Journal Citation Reports, OCLC, PubMed (as "Ontogenez") и др..

## История
Журнал ведет свою историю с 1970 года, когда его основал директор Института биологии развития академик Б. Л. Астауров, который и стал его главным редактором. Известный генетик, ученик Н. К. Кольцова и продолжатель его дела, Б. Л. Астауров смог в короткий срок сделать журнал одним из наиболее известных и цитируемых российский изданий в области биологии. В 1974 году, после смерти академика Астаурова, руководство журналом взял на себя его заместитель, крупный биолог, профессор С. Г. Васецкий. Его усилиями журнал стал известен за рубежом как «Russian Journal of Developmental Biology». К написанию обзоров по основным проблемам биологии развития он привлекал ведущих отечественных и зарубежных специалистов, которые, благодаря его высокому авторитету в международной научной среде, активно участвовали в работе журнала. Редакторами журнала были выдающиеся российские биологи: Н.Н.Воронцов, И.А. Рапопорт, В.В. Сахаров, Н.Н. Соколов, Б.Н. Сидоров, В.А. Струнников и мн. др. В 2020 году Журнал отметил свой полувековой юбилей. За годы своего существования «Онтогенез» внес огромный вклад в развитие науки. Сегодня это единственное в России профильное периодическое издание, публикующее статьи в области биологии развития.
В составы редакционной коллегии журнала, а также его редакционного совета входят известные зарубежные и российские специалисты в области биологии развития и смежных специальностей. Его главным редактором является доктор биологических наук, член-корреспондент РАН, директор Института биологии развития А.В. Васильев.

## Рубрики
В основном издание печатает разнообразные экспериментальные, теоретические и обзорные статьи, посвященные исследованию механизмов индивидуального развития, дифференцировки и роста, а также механизмам эмбрионального и постэмбрионального развития, как в норме, так и при патологии, выполненным на молекулярном, клеточном, тканевом и организменном уровнях.
Журнал не только охватывает всю тематику исследований, приводящихся в области биологии развития, но и освещает историю биологии развития и научные события, связанные с этой наукой. Основные тематические рубрики это собственно биологии развития животных, растений, а также представителей других царств живых организмов; механизмы нормального и патологического развития; молекулярная биология развития; механизмы пролиферации и дифференцировки клеток; морфогенез (физические, клеточные и молекулярные основы); методы и модели биологии развития; эволюционная и экологическая биология развития; а также новости (популярные синопсисы, отчеты о конференциях) и рецензии.

## Английская версия
Журнал «Онтогенез» выпускается на русском и одновременно на английском языке под названием Russian Journal of Developmental Biology Архивная копия от 24 декабря 2019 на Wayback Machine. Английская версия журнала распространяется издательской группой Springer.
Изначально «Онтогенез» был основан как журнал на русском языке, однако в настоящее время редакционная коллегия принимает также статьи зарубежных исследователей на английском языке.

## Редколлегия
Состав редакционной редколлегии по состоянию на 26 сентября 2019:.
- Васильев Андрей Валентинович – (главный редактор) чл.-корр. РАН, доктор биологических наук. Институт биологии развития им. Н.К. Кольцова РАН; Московский государственный университет им. М.В. Ломоносова (Биологический факультет, кафедра эмбриологии, Москва)
- Васецкий Егор Сергеевич Архивная копия от 5 июня 2020 на Wayback Machine – (заместитель главного редактора) доктор биологических наук. Институт Гюстава Русси, Университет Пари-Сюд Пари-Сакле, Национальный центр научных исследований (Франция)
- Баклушинская Ирина Юрьевна – (заместитель главного редактора) доктор биологических наук. Институт биологии развития им. Н.К. Кольцова РАН (Москва)
- Краус Юлия Александровна Архивная копия от 23 сентября 2020 на Wayback Machine – (ответственный секретарь) кандидат биологических наук. Институт биологии развития им. Н.К. Кольцова РАН; Московский государственный университет им. М.В. Ломоносова (Биологический факультет, кафедра биологической эволюции, Москва)
- Адамейко Игорь Игоревич Архивная копия от 18 мая 2021 на Wayback Machine – доктор биологических наук. Каролинский институт (Факультет физиологии и фармакологии, Стокгольм, Швеция), Венский медицинский университет (лаборатория исследований эмбриогенеза, Австрия)
- Богданов Юрий Дмитриевич Архивная копия от 23 сентября 2020 на Wayback Machine – доктор биологических наук. Центр иммунологии рака, Факультет медицины, Саутгемптонский университет (Саутгемптон, Великобритания)
- Гусев Олег Александрович Архивная копия от 27 октября 2020 на Wayback Machine – кандидат биологических наук. RIKEN (Инновационный центр, Вако и Центр наук о жизни, Йокогама, Япония); Институт фундаментальной биологии и медицины Казанского (Приволжского) федерального университета (Казань)
- Дьяконова Варвара Евгеньевна Архивная копия от 24 сентября 2020 на Wayback Machine – доктор биологических наук, профессор РАН. Институт биологии развития им. Н.К. Кольцова РАН (Москва)
- Ежова Татьяна Анатольевна Архивная копия от 11 июня 2020 на Wayback Machine – доктор биологических наук, профессор. Московский государственный университет им. М.В. Ломоносова(Биологический факультет, кафедра генетики, Москва)
- Ениколопов Григорий Николаевич Архивная копия от 30 сентября 2020 на Wayback Machine – кандидат биологических наук, профессор. Университет штата Нью-Йорк в Стоуни-Брук (США), научный руководитель Лаборатории стволовых клеток мозга, ИНБИКСТ, Физтех, (Москва)
- Ересковский Александр Вадимович Архивная копия от 30 сентября 2020 на Wayback Machine – доктор биологических наук, доцент. Средиземноморский институт биоразнообразия и экологии, Национальный центр научных исследований, Университет Прованса, Морская станция Эндум (Марсель, Франция)
- Зарайский Андрей Георгиевич Архивная копия от 29 июня 2020 на Wayback Machine – доктор биологических наук, профессор. Институт биоорганической химии им. М.М. Шемякина и Ю.А. Овчинникова РАН (Москва)
- Костюченко Роман Петрович Архивная копия от 22 января 2021 на Wayback Machine – кандидат биологических наук. Санкт-Петербургский государственный университет(Биологический факультет, кафедра эмбриологии, Санкт-Петербург)
- Левит Георгий Семенович Архивная копия от 17 мая 2014 на Wayback Machine – доктор биологических наук. Йенский университет имени Фридриха Шиллера (Йена, Германия)
- Михайлов Виктор Сергеевич Архивная копия от 12 августа 2020 на Wayback Machine – доктор биологических наук, профессор. Институт биологии развития им. Н.К. Кольцова РАН (Москва)
- Озернюк Николай Дмитриевич – доктор биологических наук, профессор. Институт биологии развития им. Н.К. Кольцова РАН (Москва)
- Онищенко Галина Евгеньевна Архивная копия от 11 июня 2020 на Wayback Machine – доктор биологических наук, профессор. Московский государственный университет им. М.В. Ломоносова (Биологический факультет, Кафедра клеточной биологии и гистологии, Москва)
- Онищук Дарья Викторовна Архивная копия от 12 августа 2020 на Wayback Machine – кандидат биологических наук. Фрайбургский университет (Биологический факультет, Кафедра биологии развития, Фрайбург, Германия)
- Ремизова Маргарита Васильевна Архивная копия от 6 мая 2019 на Wayback Machine – Московский государственный университет им. М.В. Ломоносова (Биологический факультет, кафедра высших растений, Москва)
- Рожнов Сергей Владимирович – академик РАН, доктор биологических наук. Палеонтологический институт РАН (Москва)
- Серов Олег Леонидович Архивная копия от 5 июля 2020 на Wayback Machine – доктор биологических наук, профессор. Институт цитологии и генетики СО РАН (Новосибирск)
- Томилин Алексей Николаевич – чл.-корр. РАН, доктор биологических наук, профессор. Институт цитологии РАН (Санкт-Петербург)

## Редакционный совет
Состав редакционного совета по состоянию на 26 сентября 2019:.
- Александрова Мария Анатольевна Архивная копия от 4 июня 2020 на Wayback Machine, доктор биологических наук, профессор, Институт биологии развития им. Н.К. Кольцова РАН, Москва.
- Бродский Всеволод Яковлевич, доктор биологических наук, профессор. Институт биологии развития им. Н.К. Кольцова РАН, Москва.
- Scott F. Gilbert. Professor of Biology. Swarthmore College, Swarthmore, Pennsylvania, United States
- Голиченков Владимир Александрович Архивная копия от 29 января 2020 на Wayback Machine, доктор биологических наук, профессор. Московский государственный университет им. М.В. Ломоносова, Биологический факультет, кафедра эмбриологии, Москва.
- Григорян Элеонора Норайровна Архивная копия от 23 марта 2017 на Wayback Machine, доктор биологических наук, Институт биологии развития им. Н.К. Кольцова РАН, Москва.
- Закиян Сурен Минасович, доктор биологических наук, профессор РАН, Институт цитологии и генетики СО РАН, Новосибирск.
- Захаров Игорь Сергеевич Архивная копия от 13 января 2020 на Wayback Machine, доктор биологических наук, Институт биологии развития им. Н.К. Кольцова РАН, Москва.
- Иванов Виктор Борисович, доктор биологических наук, профессор. Институт физиологии растений им. К.А. Тимирязева РАН, Москва.
- Куликов Алексей Михайлович Архивная копия от 13 января 2020 на Wayback Machine, доктор биологических наук, Институт биологии развития им. Н.К. Кольцова РАН, Москва.
- Лядова Ирина Владимировна Архивная копия от 1 октября 2021 на Wayback Machine, доктор медицинских наук, профессор Институт биологии развития им. Н.К. Кольцова РАН, Москва.
- Марков Александр Владимирович, доктор биологических наук, профессор, Московский государственный университет им. М.В. Ломоносова, Биологический факультет, кафедра биологической эволюции. Палеонтологический институт РАН, Москва.
- Оловников Алексей Матвеевич, кандидат биологических наук, Институт биохимической физики им. Н.М. Эмануэля РАН, Москва.
- Симонова Ольга Борисовна Архивная копия от 12 августа 2020 на Wayback Machine, доктор биологических наук, Институт биологии развития им. Н.К. Кольцова РАН, Москва.
- Сахаров Дмитрий Антонович, доктор биологических наук, Институт биологии развития им. Н.К. Кольцова РАН, Москва.
- Тарабыкин Виктор Степанович Архивная копия от 10 сентября 2019 на Wayback Machine, доктор биологических наук, профессор, Институт клеточной биологии и нейробиологии клиники Шарите, Германия; Нижегородский нейронаучный центр, Лаборатория генетики развития мозга, Нижний Новгород.
- Угрюмов Михаил Вениаминович, академик РАН, доктор биологических наук, профессор, Институт биологии развития им. Н.К. Кольцова РАН, Москва.
- Шарова Наталья Петровна Архивная копия от 13 января 2020 на Wayback Machine, доктор биологических наук, Институт биологии развития им. Н.К. Кольцова РАН, Москва.